# جيمس إس. أولسون
جيمس إس. أولسون (بالإنجليزية: James S. Olson)‏ هو كاتب أمريكي، ولد في 1946 في داوني في الولايات المتحدة.